# Maguayo (Dorado)
Maguayo es un barrio ubicado en el municipio de Dorado en el estado libre asociado de Puerto Rico. En el Censo de 2010 tenía una población de 4496 habitantes y una densidad poblacional de 447,75 personas por km².

## Geografía
Maguayo se encuentra ubicado en las coordenadas 18°25′00″N 66°16′55″O / 18.41667, -66.28194. Según la Oficina del Censo de los Estados Unidos, Maguayo tiene una superficie total de 10.04 km², de la cual 9.99 km² corresponden a tierra firme y (0.52%) 0.05 km² es agua.

## Demografía
Según el censo de 2010, había 4496 personas residiendo en Maguayo. La densidad de población era de 447,75 hab./km². De los 4496 habitantes, Maguayo estaba compuesto por el 61.12% blancos, el 20.42% eran afroamericanos, el 0.85% eran amerindios, el 0.13% eran asiáticos, el 12.74% eran de otras razas y el 4.74% pertenecían a dos o más razas. Del total de la población el 99.02% eran hispanos o latinos de cualquier raza.